# Wireless Application Protocol Bitmap Format
Wireless Application Protocol Bitmap Format（Wireless Bitmap と略記される）とは、モノクロームの画像ファイルフォーマットであり、携帯機器向けに最適化されている。ファイル拡張子は .wbmp であり、WBMP と記されることもある。
WBMP 画像はモノクロ（黒と白）であり、ファイルサイズは小さい。黒いピクセルを 0、白いピクセルを 1 で表す。
WAPでは、カラー画像としてはGIF、JPEG、PNGなどの形式をサポートしている。

## Wireless Bitmap ファイルのフォーマット
| フィールド名 | フィールド型 | サイズ（バイト） | 用途 |
| ------------ | ------------ | ---------------- | --- |
| Type         | uintvar      | 可変             | 画像のタイプ。0 の場合、モノクロのビットマップを意味する。 |
| Fixed header | byte         | 1                | 予約されている。常に 0。 |
| Width        | uintvar      | 可変             | 画像の幅をピクセル数で表したもの。 |
| Height       | uintvar      | 可変             | 画像の高さをピクセル数で表したもの。 |
| Data         | byte array   | 可変             | 画像データをライン単位に並べたもの。1ビットが1ピクセルに対応する。黒いピクセルは 0、白いピクセルは 1。ラインの幅が8で割り切れない場合、バイト境界まで 0 を補う。 |

なお、unitvar とは、ビット列を7ビットずつに分割し、最後尾の7ビットだけは最上位ビットを 0、それ以外は最上位ビットを 1 としたバイト列にすることで、可変長整数を表す形式である。

## 具体例
以下の例では、b = 黒、w = 白を意味する。
```
行1 - bwb
行2 - wbw
行3 - bwb

```

というビットマップを WBMP で表すと、次のようになる。
```
オクテット 1: 00000000 (WBMP type)
オクテット 2: 00000000 (Fixed header)
オクテット 3: 00000011 (Width) = 3
オクテット 4: 00000011 (Height) = 3

```

オクテット 5-7: 各行が 3 ビットなので、5ビットずつパディングする。
```
 
オクテット 5: 010 00000 （行1）
オクテット 6: 101 00000 （行2）
オクテット 7: 010 00000 （行3）

```